# Weeping Water
Weeping Water es una ciudad ubicada en el condado de Cass en el estado estadounidense de Nebraska. En el Censo de 2010 tenía una población de 1050 habitantes y una densidad poblacional de 419,24 personas por km².

## Geografía
Weeping Water se encuentra ubicada en las coordenadas 40°52′9″N 96°8′24″O / 40.86917, -96.14000. Según la Oficina del Censo de los Estados Unidos, Weeping Water tiene una superficie total de 2.5 km², de la cual 2.5 km² corresponden a tierra firme y (0%) 0 km² es agua.

## Demografía
Según el censo de 2010, había 1050 personas residiendo en Weeping Water. La densidad de población era de 419,24 hab./km². De los 1050 habitantes, Weeping Water estaba compuesto por el 98.76% blancos, el 0.19% eran afroamericanos, el 0.1% eran amerindios, el 0.1% eran asiáticos, el 0% eran isleños del Pacífico, el 0.1% eran de otras razas y el 0.76% pertenecían a dos o más razas. Del total de la población el 0.67% eran hispanos o latinos de cualquier raza.